# الينبوع الكبير للمعرفة (معجم)
الينبوع الكبير للمعرفة أو مرجع الكلمات (باللغة اليابانية: 大辞泉) هو معجم ياباني عام الغرض، أصدرته دار شوغاكوكان للنشر بين عام 1995 وعام 1998. صُمّم المعجم ليكون معجمًا شاملًا لمتحدثي اللغة اليابانية كلغة أم، ولا سيما طلاب المدارس الثانوية والجامعات.

## التاريخ
أرادت دار شوغاكوكان للنشر من خلال إصدار معجم الينبوع الكبير للمعرفة أن تنافس مباشرة معجم كوجيئين الشهير الصادر عن دار إيوانامي للنشر، الذي حافظ على صدارته في المبيعات عبر ثلاث طبعات صدر أولها عام 1955 وثانيها عام 1969 وثالثها عام 1983. صدر معجم الينبوع الكبير للمعرفة امتدادًا لنجاح منافسين آخرين لمعجم كوجيئين، هما معجم دايجيرين الصادر عبر دار سانسيدو للنشر والمعجم الكبير للغة اليابانية الملوّن والمصحوب بالصور التوضيحية، الذي أصدرته دار كودانشا للنشر عامي 1989 و1995. تشترك هذه المعاجم جميعها في الوزن الذي يقارب الكيلوغرام الواحد (2.2 رطل)، وفي احتوائها على نحو ثلاثة آلاف صفحة.
صدرت الطبعة الأولى من معجم الينبوع الكبير للمعرفة عام 1995، واحتوت على أكثر من مئتين وعشرين ألف مدخل، ونحو ستة آلاف رسمة توضيحية وصورة ضوئية ملوّنة. تولّى تحرير الطبعة الرئيس التحريري أكيرا ماتسومورا، الذي كان أيضًا الرئيس التحريري لمعجم دايجيرين المنافس. شارك في إعداد المعجم عدد إضافي من المحرّرين، منهم أكيهيكو إيكيغامي، وهيروشي كانِدا، وكازوو سُغيزاكي. في عام 1997 أصدرت دار شوغاكوكان للنشر نسخةً من الطبعة الأولى على قرص مدمج.
صدرت عام 1998 الطبعة الموسَّعة والمنقَّحة من معجم الينبوع الكبير للمعرفة، غير أنّها كانت في حقيقتها أقرب إلى نسخة منقَّحة منها إلى نسخة موسَّعة، إذ بلغ عدد صفحاتها 2978 صفحة، مقابل 2938 صفحة في الطبعة الأولى. وظلّت كلتا الطبعتين تؤكدان اشتمالهما على أكثر من مئتين وعشرين ألف مدخل. 

## الصفات
يرتبط معجما الينبوع الكبير للمعرفة ودايجيرين بأوجه تشابه تتجاوز إشراف أكيرا ماتسومورا على كلاهما وتشابه ألقابهما. فهما يشتركان في العديد من الخصائص من ناحية التصميم والمحتوى، حيث يرتّبان معاني الكلمات ابتداءً بالأكثر شيوعًا واستخدامًا، على غرار معجم التراث الأمريكي للغة الإنجليزية، خلافًا لتقليد معجم كوجيئين الذي يبدأ بأقدم المعاني المسجلة، كما هو الحال في معجم أكسفورد الإنجليزي.

## تربيدلعناوين النسخ المطبوعة
- الطبعة الأولى الصادرة في تاريخ: 1995-12-01.
- الطبعة المنقحة الصادرة في تاريخ 1998.
- الطبعة الثانية الصادرة في تاريخ 2012-11-02, والتي تضمن 250,000 مدخلا، وقرص مرئي رقمي لنظام ويندوز. تكونت الطبعة الثانية من مجلدين.